# Viorel Talapan
Viorel Talapan (Mihai Viteazu, 25 de febrero de 1972) es un deportista rumano que compitió en remo.
Participó en tres Juegos Olímpicos de Verano, obteniendo dos medallas en Barcelona 1992, oro en cuatro con timonel y plata en ocho con timonel, el séptimo lugar en Atlanta 1996 y el sexto en Sídney 2000 (ocho con timonel).
Ganó siete medallas en el Campeonato Mundial de Remo entre los años 1993 y 1998.

## Palmarés internacional
| Juegos Olímpicos   | Juegos Olímpicos              | Juegos Olímpicos  | Juegos Olímpicos   |
| Año                | Lugar                         | Medalla           | Prueba             |
| ------------------ | ----------------------------- | ----------------- | ------------------ |
| 1992               | Barcelona (España)            | Medalla de oro    | Cuatro con timonel |
| 1992               | Barcelona (España)            | Medalla de plata  | Ocho con timonel   |
| Campeonato Mundial |                               |                   |                    |
| Año                | Lugar                         | Medalla           | Prueba             |
| 1993               | Račice (República Checa)      | Medalla de oro    | Cuatro con timonel |
| 1993               | Račice (República Checa)      | Medalla de plata  | Ocho con timonel   |
| 1994               | Indianápolis (Estados Unidos) | Medalla de oro    | Cuatro con timonel |
| 1994               | Indianápolis (Estados Unidos) | Medalla de bronce | Ocho con timonel   |
| 1996               | Motherwell (Reino Unido)      | Medalla de oro    | Cuatro con timonel |
| 1997               | Aiguebelette (Francia)        | Medalla de plata  | Ocho con timonel   |
| 1998               | Colonia (Alemania)            | Medalla de bronce | Ocho con timonel   |